# Isovalina
Isovalina es un raro aminoácido inicialmente encontrado en el Meteorito Murchison, el cual aterrizó en Australia en 1969. El descubrimiento de la isovalina en la biosfera demuestra un origen extraterrestre de los aminoácidos; los aminoácidos que forman las proteínas son todos L-aminoácidos,y se ha relacionado con la  homoquiralidad de la vida en La Tierra, lo que sugiere un papel en el origen de la vida.
La estructura de la isovalina es similar a los aminoácidos GABA y glicina, los principales neurotransmisores inhibitorios en el sistema nervioso central de los mamíferos. La isovalina actúa como un analgésico en ratones  por activar los receptores GABAB periféricos. En una variante de artrosis en ratones, la isovalina restauró la movilidad, sugiriendo inhibición de la nocicepción por isovalina en la membrana sinovial de la rodilla del ratón.
La isovalina no cruza la barrera hematoencefálica y no entra al cerebro o cordón espinal. Fármacos como los opioides cruzan esta barrera para producir analgesia, pero a menudo producen confusión, sedación y adicción.
La isovalina actúa en fases posteriores al sistema de la cyclooxygenase que es inhibido por los AINE, sugiriendo un medio para evitar efectos adversos como irritación del sistema gastrointestinal.
Esta novedosa primera clase de compuestos tiene potencial para el tratamiento del dolor agudo y crónico, sin los efectos laterales negativos asociados con otros analgésicos de uso común.